# قبتشاق (أسكو)
قبتشاق هي قرية في مقاطعة أسكو، إيران. عدد سكان هذه القرية هو 146 في سنة 2006.